# 16563 Ob
16563 Ob è un asteroide della fascia principale. Scoperto nel 1992, presenta un'orbita caratterizzata da un semiasse maggiore pari a 3,1299059 UA e da un'eccentricità di 0,0945488, inclinata di 12,49786° rispetto all'eclittica.